# Lienardia multinoda
Lienardia multinoda é uma espécie de gastrópode do gênero Lienardia, pertencente a família Clathurellidae.